# Onada gegant
|  | No s'ha de confondre amb tsunami. |

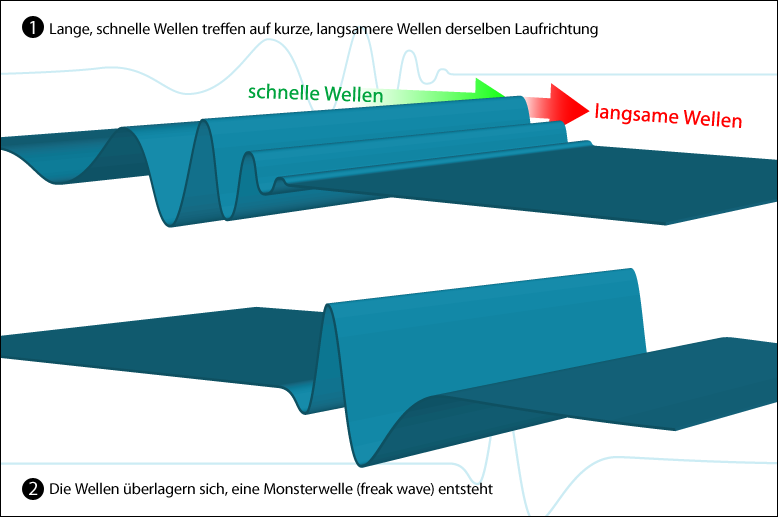
Formació d'una onada gegant a alta mar.

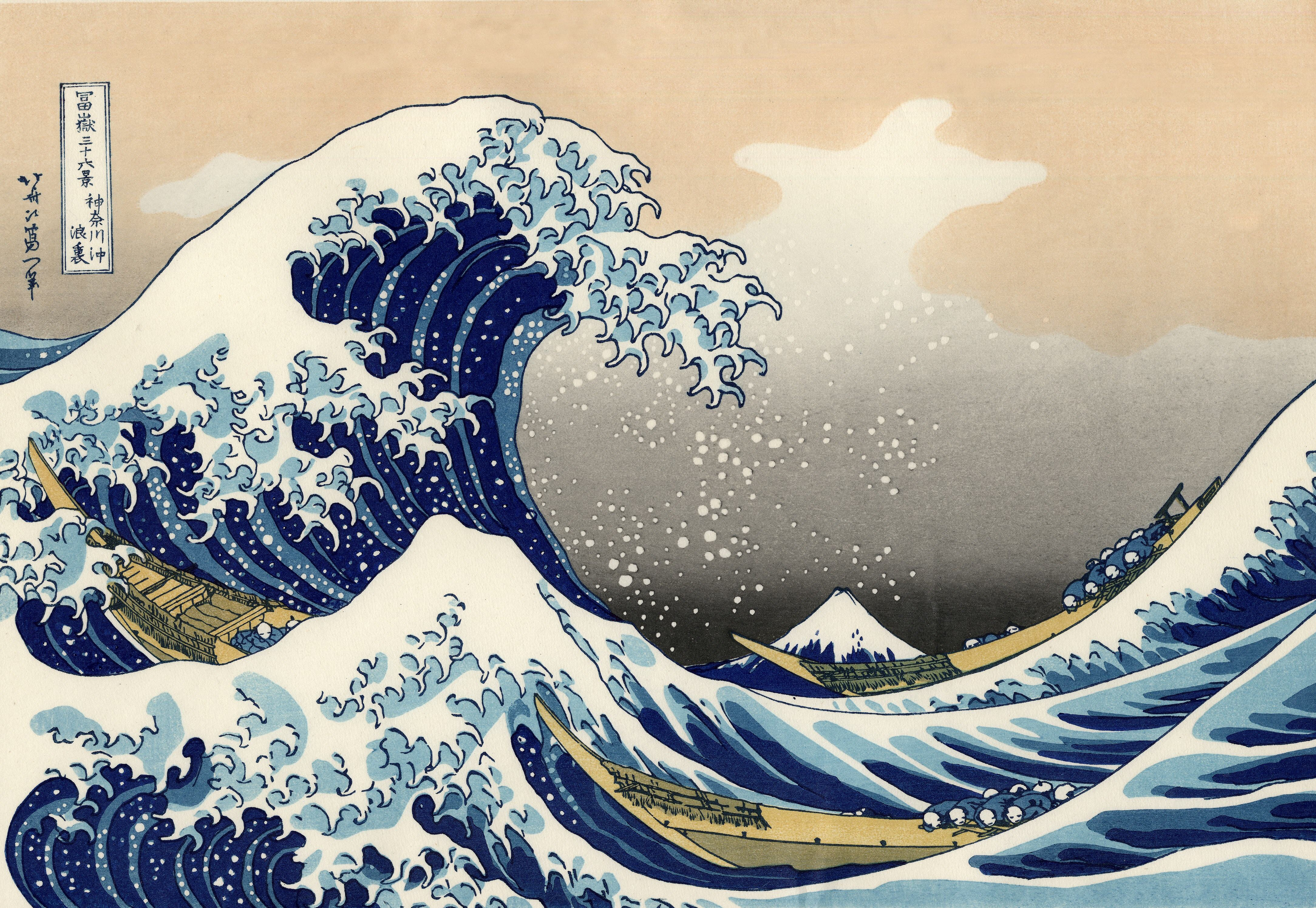
L'onada gegant de Kanagawa.

Les onades gegants, també conegudes com a onades vagabundes o també onades monstre, són onades relativament grans i espontànies que no s'expliquen per l'estat del mar ni per terratrèmols, i que constitueixen una amenaça fins i tot per als grans vaixells i transatlàntics. L'oceanografia, les defineix amb més precisió com aquelles onades l'altura de les quals és major que el doble de la mitjana de l'altura del terç major de les onades en un registre.
Preses per llegendàries, se les coneix avui dia com un fenomen natural dels oceans, no infreqüent, però molt rarament testimoniat. Els relats de mariners i els danys infligits a vaixells suggerien la seva existència, però el seu mesurament científic va ser confirmat positivament només després del seguiment d'una onada gegant a la plataforma petroliera Draupner en el Mar del Nord l'1 de gener de 1995, que va ser batejada com onada Draupner. Aquesta única onada gegant registrada el dia de Cap d'Any, amb danys menors infligits a la plataforma (donant validesa a les mesures), finalment van confirmar l'existència d'onades gegants, que prèviament havien estat considerades gairebé mítiques.

## Descripció
Les onades gegants han estat citades en els mitjans de comunicació com la possible causa de la sobtada i inexplicable desaparició de molts vaixells transoceànics. Encara que podria ser una causa creïble, no hi ha, fins ara, evidències clares de moltes pèrdues inexplicables, ni tampoc cap cas on hagi estat la causa confirmada, així mateix, aquesta afirmació es contradiu amb els registres de l'asseguradora naviliera Lloyd's. Un dels escassos casos en els quals existeixen evidències que una onada gegant "podria" haver estat la causa de l'enfonsament d'un buc és la desaparició del vaixell de càrrega MS München, detallat més endavant. El febrer de 2000, un buc anglès de recerca oceanogràfica navegant a la zona del Penyal Rockall a l'oest d'Escòcia va trobar les majors onades mai mesurades per instruments científics en mar obert. També s'ha teorizat i recolzat amb informes pericials que l'avaria inicial del petrolier Prestige al novembre de 2002 fos provocada per aquest fenomen.
Durant el Projecte MaxWave, els investigadors, mitjançant dades preses per satèl·lits de l'Agència Espacial Europea, van identificar un significatiu nombre de senyals que podrien ser evidències d'onades gegants. No obstant això, el mètode que converteix els ressons del radar en mesures d'elevació de la superfície segueix en procés de millora.

## Història

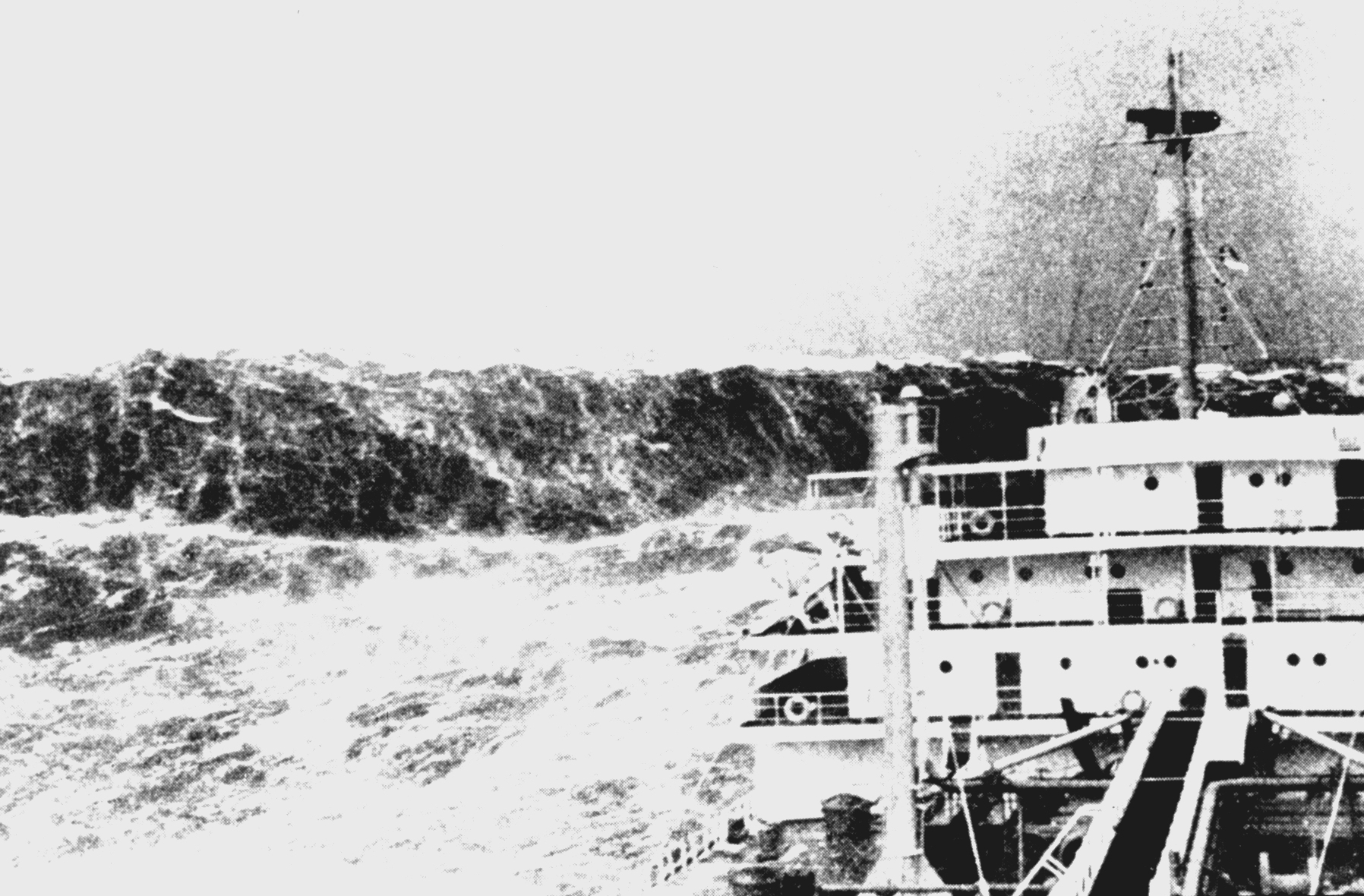
Vaixell mercant en alta mar mentre una gran onada es forma darrera seu. Les grans onades són comunes en la corba de les 100 braçes en el Mar Cantàbric. Publicat a l'estiu 1993, exemplar "Mariner's Weather" Log. Credits: Biblioteca Fotos NOAA.

Per a les onades produïdes per una tempesta en alta mar és comú aconseguir els 7 m d'altura, sota condicions extremes aquestes onades poden aconseguir fins i tot els 15 metres.
Així i tot, durant segles les llegendes marítimes parlaven de l'existència d'onades molt més grans, autèntics monstres de fins a 30 m d'altura (aproximadament l'altura d'un edifici de 12 pisos) que podien aparèixer sense previ avís al mig de l'oceà, contra corrent i la direcció dominant de les onades, sovint en perfectes condicions atmosfèriques. Es deia que tals onades eren un mur gairebé vertical precedit d'un si tan profund com per cridar "un forat al mar"; un vaixell que trobés una onada de tal magnitud seria improbable que sobrevisqués a la valenta pressió de fins a 100 t/m² exercida pel pes del rompent de l'aigua, i seria, gairebé amb total seguretat, enfonsat en qüestió de segons.
Un vaixell està dissenyat habitualment per poder resistir pressions produïdes per onades de tempesta de fins a 15 m i pressions d'unes 15 t/m² (147 kPa) sense patir cap dany, fins i tot una mica més (sobre 20 m) si se li permet certa deformació.
Els científics negaven tals relats, assegurant que els models matemàtics indicaven que les onades majors de 15 metres d'altura eren esdeveniments tan rars com per produir-se "una vegada cada 10.000 anys". No obstant això imatges de satèl·lit recents han demostrat que onades de fins a 30 m d'altura són molt més comunes del que la teoria de probabilitats podria predir utilitzant la distribució de Rayleigh sobre altura d'onades. Així mateix, les lectures de pressió de les boies amarrades en el Golf de Mèxic durant l'Huracà Katrina també indicaven la presència d'onades d'aquesta altura. De fet, semblen ocórrer en tots els oceans del món moltes vegades cada any. Això ha causat de nou l'examen de la raó de la seva existència, així com la reconsideració de les seves implicacions en el tràfic marítim.
També se sap que les onades gegants ocorren en els grans llacs, que són gairebé mars interiors. Potser la més famosa, d'acord amb algunes teories, va ser la responsable de l'enfonsament del vaixell SS Edmund Fitzgerald al novembre de 1975 (llegiu més avall). No obstant això s'han suggerit altres causes. L'incident es troba lluny de ser resolt.
Una onada gegant no és el mateix que un tsunami. Els tsunamis són onades generades per desplaçaments de masses que es propaguen a gran velocitat i que són més o menys visibles a alta mar, només es tornen perillosos conforme s'apropen a la riba i no suposen cap perill per a la navegació (Els únics vaixells perduts durant el tsunami de 2004 a Àsia es trobaven als ports). Una onada gegant, per contra, és un esdeveniment localitzat que ocorre generalment a alta mar.

## Ocurrència
El projecte MaxWave va estudiar la superfície de l'oceà mitjançant radars durant un període de 3 setmanes el 2001. Es van prendre 30.000 imatges de seccions de l'oceà d'una grandària de 10×5 km, resultant una àrea total d'1,5 milions de km². Es van detectar onades gegants en 10 d'aquestes seccions, o una per cada 150.000 km². Per si mateix, l'ocurrència d'aquest fenomen en aquesta àrea seria extremadament rara.

## Causes
El fenomen de les onades gegants és encara objecte d'estudi, és, per tant, massa aviat per dir clarament quines són les causes més comunes o si varien d'una àrea a una altra. La zones de major risc semblen aparèixer quan un fort corrent corre contra la direcció primària de les onades; l'àrea prop del Cap Agulhas enfront de l'extrem sud d'Àfrica és una d'elles. No obstant això, atès que aquesta tesi no explica l'existència de totes les onades que han estat detectades, és probable que existeixin diferents causes, amb localització variada. Entre les causes suggerides de les onades gegants es troben les següents:
- Difracció del focus: Degut, potser, a la forma de la costa o el fons marí. Segons aquesta teoria diverses sèries d'onades es troben en fase. L'altura de les seves crestes es combina per crear una onada gegant.[8]
- Enfocament per corrents: Una tempesta força les onades a dirigir-se en contra del corrent. D'això resulta una disminució de la longitud d'ona de l'onada causant l'increment de l'altura d'aquesta i a les sèries d'onades que la segueixen a comprimir-se juntes formant una onada gegant.
- Efectes no lineals: Sembla ser possible que una onada gegant ocorri per processos naturals no lineals a partir de petites onades. En tal cas, es teoriza, una onada inusual i inestable pot formar-se de manera que 'absorbeixi' energia d'altres onades, creixent fins a formar un enorme mur gairebé vertical per si mateixa, abans de tornar-se inestable i col·lapsar-se poc després. Un model simple d'això és l'equació d'una onada coneguda com a equació no lineal de Schrödinger, en la qual una onada normal comença a 'absorbir' energia de les onada anterior i posterior reduint-la a meres rugositats en comparació a la principal. Tal monstre, i l'enorme si que li acompanya abans i després, pot durar només uns minuts abans de trencar-se o reduir-se la grandària. Aquest model només és vàlid en aigües profundes, en aigües superficials s'usa un model alternatiu com l'equació de Boussinesq.
- Part normal de l'espectre d'onades: Les onades gegants no són tals, sinó part normal del procés de generació d'onades, encara que un extrem poc freqüent.
- Vent: Encara que és improbable que només el vent pugui generar una onada gegant, el seu efecte combinat amb altres mecanismes pot proporcionar una explicació al fenomen de les onades gegants. Mentre el vent bufa sobre l'oceà, la seva energia es transmet a la superfície del mar.[9]

Hi ha tres categories d'onades gegants:
- "Murs d'aigua" viatjant fins a 10 km a través de l'oceà.
- "Tres Germanes", grups de tres onades.[10]
- "Solitàries" onades gegants, quadruplicant l'altura de les onades de la tempesta i col·lapsant-se després de pocs segons[11]

## Trobades

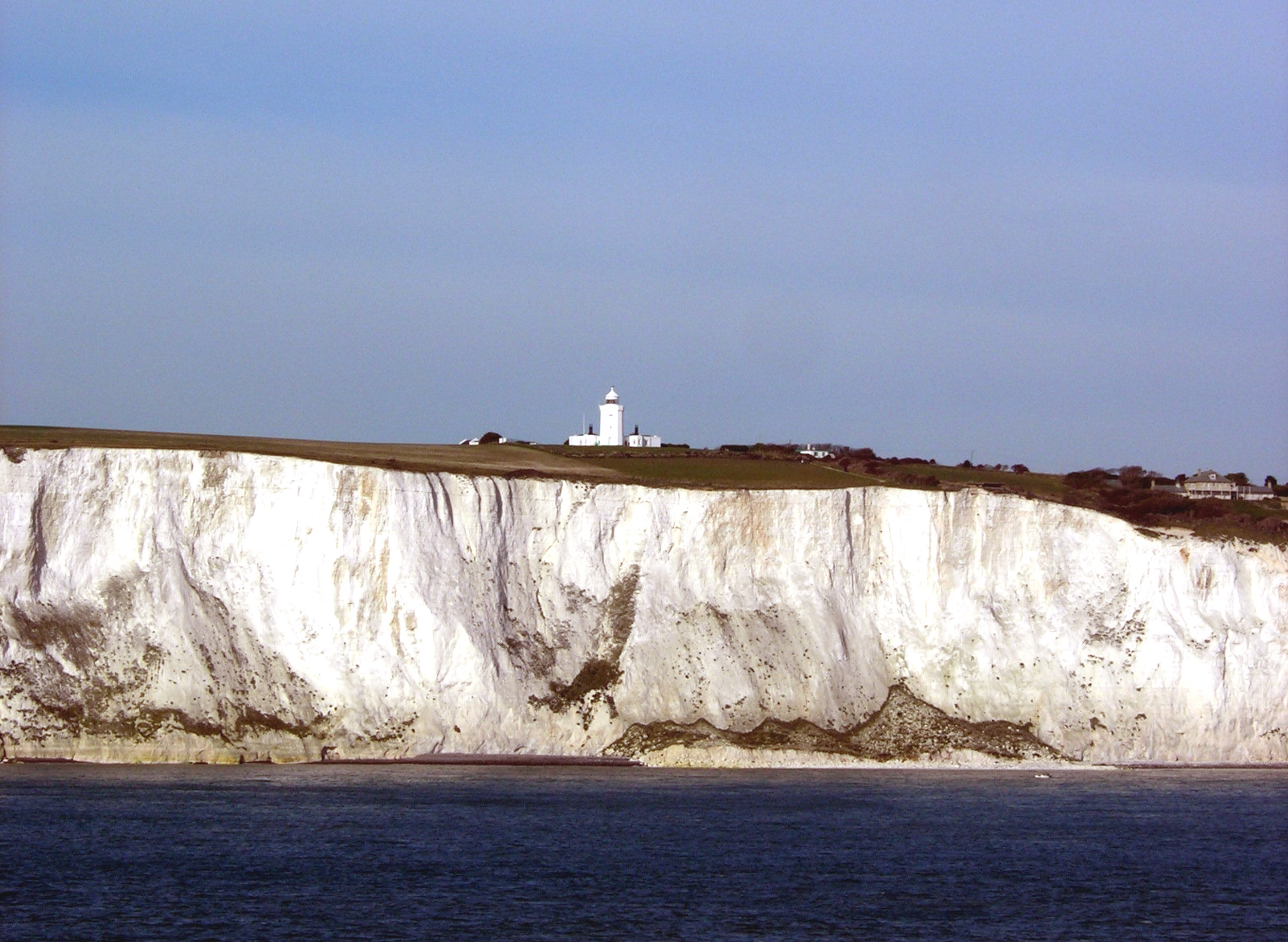
Els penya-segats blancs de Dover.

- El 10 d'octubre de 1903, l'Etruria a només 4 hores de Nova York va ser envestit per una onada gegant a les 14.30, a la qual se li va calcular una altura de 15 m. Un passatger va morir i diversos altres van resultar ferits
- El 1933 en el Pacífic Nord, el petrolier "USS Ramapo" va tenir una trobada amb una onada gegant. La tripulació va triangular la seva altura en 34 metres.[12]
- El 1942 mentre transportava una tropa nord-americana de 15.000 homes a 700 milles d'Escòcia, durant una tempesta, el Queen Mary va ser colpejat de ple al costat per una onada de 28 m d'altura que gairebé el va fer sotsobrar. El "Queen Mary" va escorar breument uns 50 graus abans que el vaixell tornés a la seva posició normal per si mateix.
- El 1966, el creuer italià Michelangelo es dirigia a Nova York quan una onada gegant va impactar contra la seva estructura amb força suficient per trencar gruixuts cristalls a 24 m de la superfície matant a un tripulant i a dos passatgers.
- L'Edmund Fitzgerald era un vaixell de càrrega que es va enfonsar sobtadament durant una tempesta el 10 de novembre de 1975, mentre navegava pel Llac Superior, a la frontera entre Canadà i Estats Units. El vaixell es va enfonsar sense signes d'alarma en aigües canadenques a uns 15 km de l'entrada a la badia Whitefish Bay. En aquest punt la profunditat és de 162 m; i els 29 membres de la tripulació van morir. Encara que es va atribuir el seu enfonsament a altres causes, un vaixell que es trobava a prop va ser envestit gairebé al mateix temps per dues onades gegants, la qual cosa sembla coincidir amb l'enfonsament de l'Edmund Fitzgerald amb prou feines 10 minuts després. Una reconstrucció realitzada pel Discovery Channel apuntava les onades gegants com la causa. L'accident està encara sense resoldre de forma clara.
- El Wilstar, un petrolier noruec, va sofrir danys estructurals per una onada gegant en 1974.
- A l'octubre de 1977, el petrolier Stolt Surf va trobar una onada gegant en un viatge pel Pacífic de Singapur a Portland. L'enginyer va prendre fotos d'una onada que superava els 22 m d'altura del pont.[13]
- El vaixell de càrrega de 6 anys d'antiguitat i 37.134 t [München va desaparèixer en el mar en 1978. A les 3 del 12 de desembre va enviar un senyal de socors des del mig de l'Atlàntic però el rescat només va trobar unes poques restes que incloïen un pot salvavides sense llançar, originalment situat a uns 20 metres per sobre de la superfície, que tenia un dels seus enganxaments “doblegat com si hagués estat colpejat per una enorme força”. L'accident es va atribuir a un “inusual esdeveniment produït pel mal temps” encara que es pensa que una gran onada va impactar contra el pont deixant el vaixell sense control i fent-lo bolcar sobre les aigües regirades que el van inundar i enfonsar amb rapidesa. Encara que potser l'accident va implicar a més d'una ona, aquest és, fins ara, l'enfonsament més probable causat per un ona.[14]
- Onada Draupner (Mar del Nord, 1995): primera evidència científica confirmada.
- Queen Elizabeth 2 (Atlàntic Nord, 1995), 29 m, durant una tempesta a l'Atlàntic Nord.

El capità va dir que "va sorgir de la foscor" i, "semblava els penya-segats blancs de Dover".
- Bremen i Caledonian Star (mateixa ona, Atlàntic sud, 2001: les finestres del pont dels dos vaixells situades a 30 m per sobre del nivell del mar, van quedar destrossades i tot el sistema elèctric i d'instrumentació perdut. No existeixen en aquesta part del globus corrents adverses que poguessin explicar parcialment una onada semblant. El primer oficial del Caledonian Star va dir que era "com una muntanya, un mur d'aigua que venia contra nosaltres."'
- Una boia equipada amb sensors de pressió va detectar una onada gegant causada per l'Huracà Ivan en el Golf de Mèxic, en el 2004. L'onada era de 27,7 m d'altura i uns 200 m de llarga.[16]
- Norwegian Dawn, (Tres onades seguides, prop de la costa de Geòrgia (Estats Units d'Amèrica), el 16 d'abril de 2005):

"El mar es trobava totalment en calma quan una onada de 21 metres va semblar sortir de l'aire... El nostre capità, que porta 20 anys en aquest ofici, va dir que mai no havia vist res igual."
- El 24 de gener de 2009 la boia Augusto González de Linares, situada a 22 milles al nord de Santander (Espanya) va registrar una onada de 26,13 metres, equivalent a un edifici de 8 plantes d'altura, durant un temporal.

- La Xarxa de boies d'Aigües Profundes de Ports de l'Estat va mesurar el gener del 2014 una onada de 27,81 metres d'altura, la dada es va prendre a la boia de Vilán-Sisargas (Cap vilano, Galícia) durant els temporals d'hivern, que van ser especialment severs en aigües atlàntiques.

També s'ha suggerit que aquest tipus d'onades podrien ser les responsables de la pèrdua d'alguna aeronau, sobretot helicòpters en missió de rescat.

## Onades gegants en literatura i cinema
- A la novel·la de Paul Gallico "L'aventura del Posidó” i en la pel·lícula del 2006 Poseidon, basada en la novel·la, una onada gegant impacta contra un transatlàntic. A la pel·lícula de 1972 “L'aventura del Posidó” l'onada és descrita com un tsunami generat per un terratrèmol subaqüàtic.
- A la pel·lícula de 2000 La tempesta perfecta, una onada gegant passa per sobre del vaixell pesquer dels protagonistes, però no l'enfonsa. És considerada com un mal presagi del que està per venir. No obstant això, és possible que l'onada que finalment enfonsa el vaixell sigui també una onada gegant, només que molt més gran que la primera.
- Les onades gegants són un tema principal a la novel·la de Clive Cussler Polar Shift.